# Lloyd Bacon
Lloyd Francis Bacon (ur. 4 grudnia 1889 w San Jose, zm. 15 listopada 1955 w Burbank) – amerykański aktor filmowy, teatralny, artysta wodewilowy, scenarzysta oraz reżyser filmowy.

## Wybrana filmografia
aktor
- 1915: Charlie w Music-Hallu jako mężczyzna na balkonie
- 1915: Charlie bokserem
- 1916: Charlie gra w filmie jako reżyser
- 1916: Charlie włóczęga
- 1920: Miss Nobody jako lotnik
- 1927: Love's Languid Lure
- 1938: Charlie Chaplin Cavalcade

reżyser
- 1923: Radio Romeo
- 1926: Złamane serca Hollywood
- 1928: Śpiewający błazen
- 1933: Syn żeglarza
- 1936: Cain i Mabel
- 1937: Alarm na morzu
- 1938: Chłopiec spotyka dziewczynę
- 1946: Róże pani Cherrington
- 1954: Francuska linia

## Wyróżnienia
Posiada swoją gwiazdę na Hollywoodzkiej Alei Gwiazd.